# Sociedad de Crédito Mobiliario Español
La Sociedad General de Crédito Mobiliario Español fue una compañía financiera fundada a mediados del siglo XIX con capital y estructura franceses. Su sede se construyó en 1869 en el paseo de Recoletos de Madrid diseñada por Sainz de la Lastra. En 1902, la Sociedad de Crédito Mobiliario Español se refundaría con el nombre de Banco Español de Crédito (Banesto), uno de cuyos primeros presidentes fue el marqués de Cortina.

## Historia
La Sociedad de Crédito Mobiliario Español nació como una sociedad bancaria de capital francés impulsada por Isaac Pereire, fundador del banco francés Crédit Mobilier. Se constituyó en Madrid el 28 de enero de 1856 al amparo de la nueva Ley de Sociedades de Crédito bajo el nombre de Sociedad General de Crédito Mobiliario Español. Esta sociedad se dedicaba fundamentalmente a cubrir el déficit presupuestario del Gobierno de España, mediante adquisiciones de deuda pública, y a la concesión de créditos financieros a empresas públicas.
Uno de sus más importantes administradores fue Federico Luque Velázquez, asociado de los hermanos Pereire. Luque y los hermanos Pereire compiten a través del Crédito Mobiliario Español y la Compañía de los Caminos de Hierro del Norte de España con el barón Rothschild y sus representantes en España, Daniel Weisweiller e Ignacio Bauer, que controlaban las empresas competidoras de las anteriores: la compañía ferroviaria MZA y la Compañía General de Crédito de España. El Crédito Mobiliario Español participaría en la creación, en 1856, de la Compagnie des Mines de Cuivre de Huelva, que controlaba diversas explotaciones en la cuenca minera de Tharsis-La Zarza. En sus primeros años la empresa vivió un auge económico y repartió altos dividendos.
Tras la guerra de Cuba, las reformas financieras de Raimundo Fernández Villaverde de 1900 y la repatriación de los capitales de las antiguas colonias americanas, sus accionistas deciden liquidar la sociedad y fundar una nueva, el Banco Español de Crédito, creado el 1 de mayo de 1902 con un capital social de 20 millones de pesetas representado por 80.000 acciones con un valor nominal de 250 pesetas. El promotor del banco fue un grupo francés presidido por Gustavo Pereire A esta iniciativa se unieron Cayetano Sánchez Bustillo y León Cocagne (subdirector del Banco Hipotecario de España) en representación de un conjunto de inversores españoles. Su sede continuaría siendo el Edificio de la Sociedad de Crédito Mobiliario, ubicado en el madrileño Paseo de Recoletos.